# 瓦多縣
沃尔多縣（英語：Waldo County）是美國緬因州中南部的一個縣，面積2,209平方公里。根據美國2000年人口普查，共有人口36,280。縣治為貝爾法斯特（Belfast）。
成立於1827年2月7日，縣名乃紀念殖民地時期軍人薩謬爾·瓦多（Samuel Waldo）。